# Dasychira albicostata
Dasychira albicostata är en fjärilsart som beskrevs av Holland 1893. Dasychira albicostata ingår i släktet Dasychira och familjen tofsspinnare. Inga underarter finns listade i Catalogue of Life.